# Edammer kaas

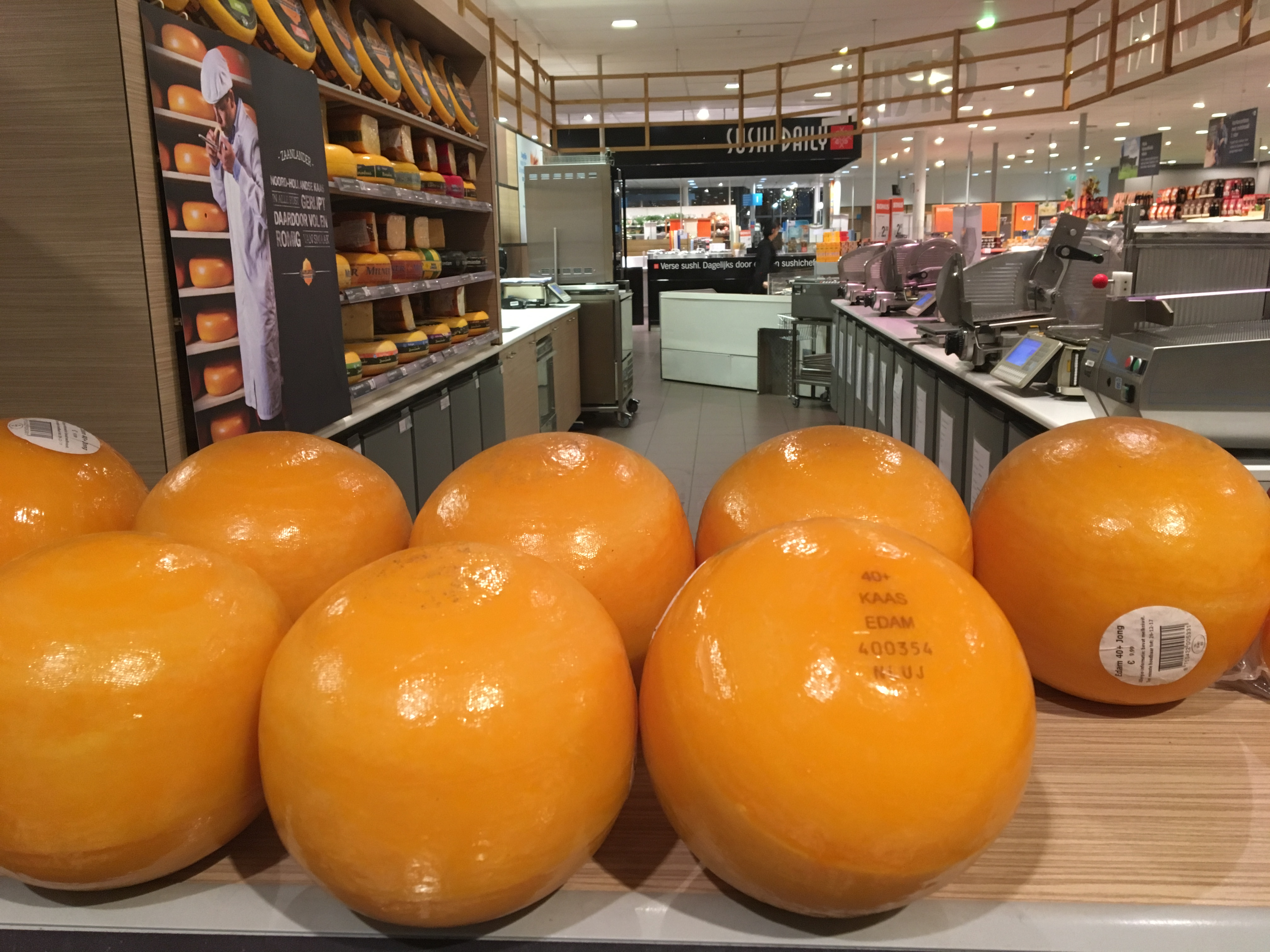
Edammer kaas in een Nederlandse supermarkt in 2017

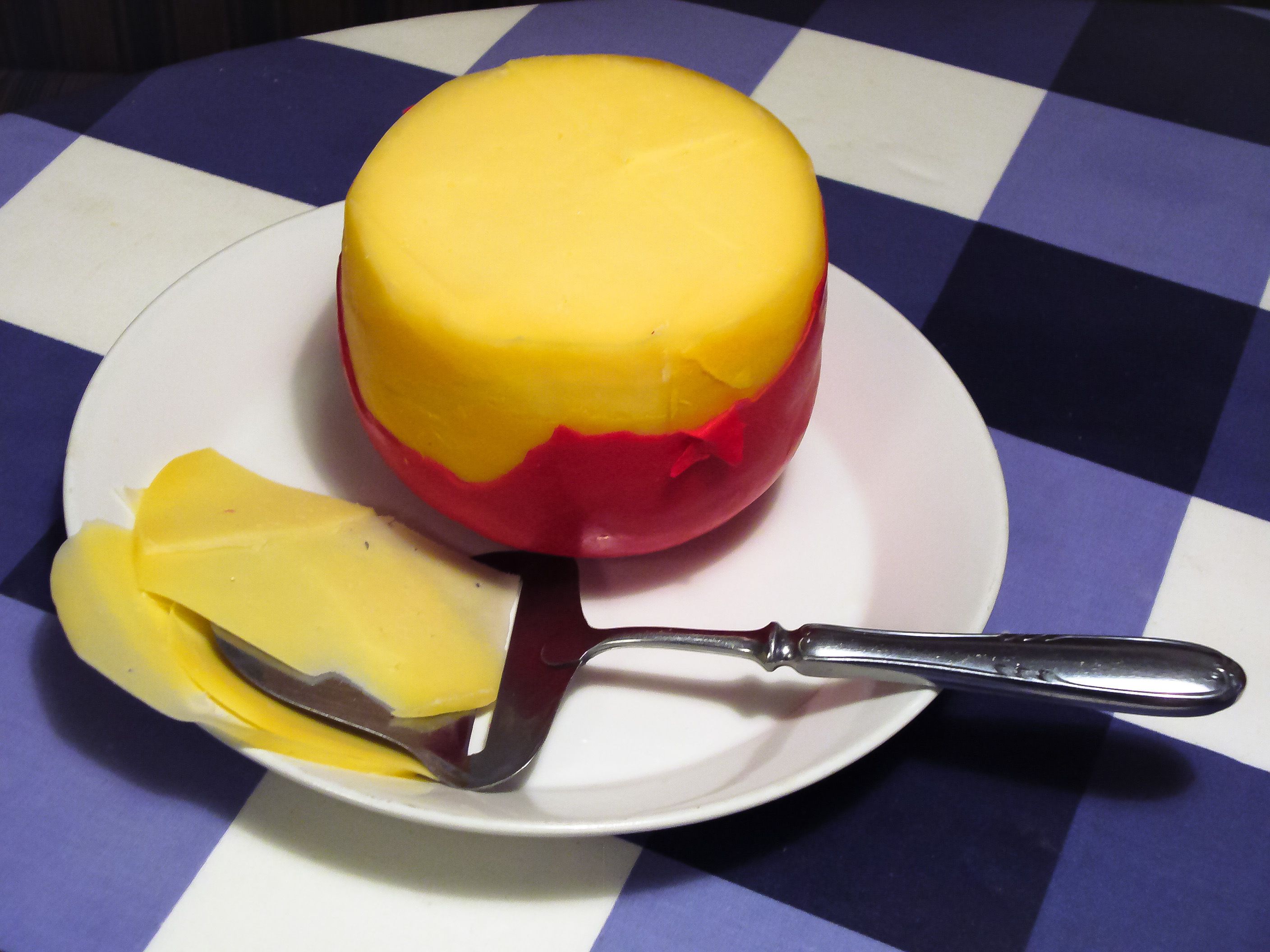
Aangesneden kaas met rode korst

Edammer kaas of kortweg edammer is een bolvormige Nederlandse harde kaassoort, die van oorsprong verhandeld werd vanuit de stad Edam. De bekende kleur van de kaas is rood. Dit komt doordat hij voor de export een kaaskorst krijgt van rode paraffine. De kaas wordt ook in een gele kleur verkocht. De aanduiding "Edam Holland" is sinds oktober 2010 volgens besluit van de Europese Commissie beschermd. Kaas met dit keurmerk mag alleen Nederland als oorsprong hebben en dient gemaakt te zijn van Nederlandse koemelk.
De kaas is over de hele wereld bekend. Dat begon al in de Gouden Eeuw, toen hij werd verhandeld voor andere goederen. Oudere benamingen voor kaas zijn 'cleyne kasekens' en 'klootkaasjes', dat laatste vanwege de bolvorm. De Edammer kaas staat centraal in de roman Kaas van Willem Elsschot.
De kaas is een 40+-kaas, wat wil zeggen dat in de droge stof 40% vet zit. Bij de Edammer kaas houdt dat een absoluut vetgehalte van 25% in. Edammer werd in de loop der eeuwen op meerdere plekken geproduceerd. Naast de provincie Noord-Holland wordt hij ook in Marum in de provincie Groningen gemaakt. Er wordt Edammer kaas verhandeld onder verschillende merknamen, waaronder 'Noordwester Edammer' en Frico. Per juni 2007 is alle fabrieksproductie van edammer overgegaan naar FrieslandCampina in Marum. Er wordt daarnaast nog een kleine hoeveelheid ambachtelijke Edammer kaas gemaakt.
Edammer kaas werd voorheen gekleurd met het sap van de klaproos.